# Guy Lafitte

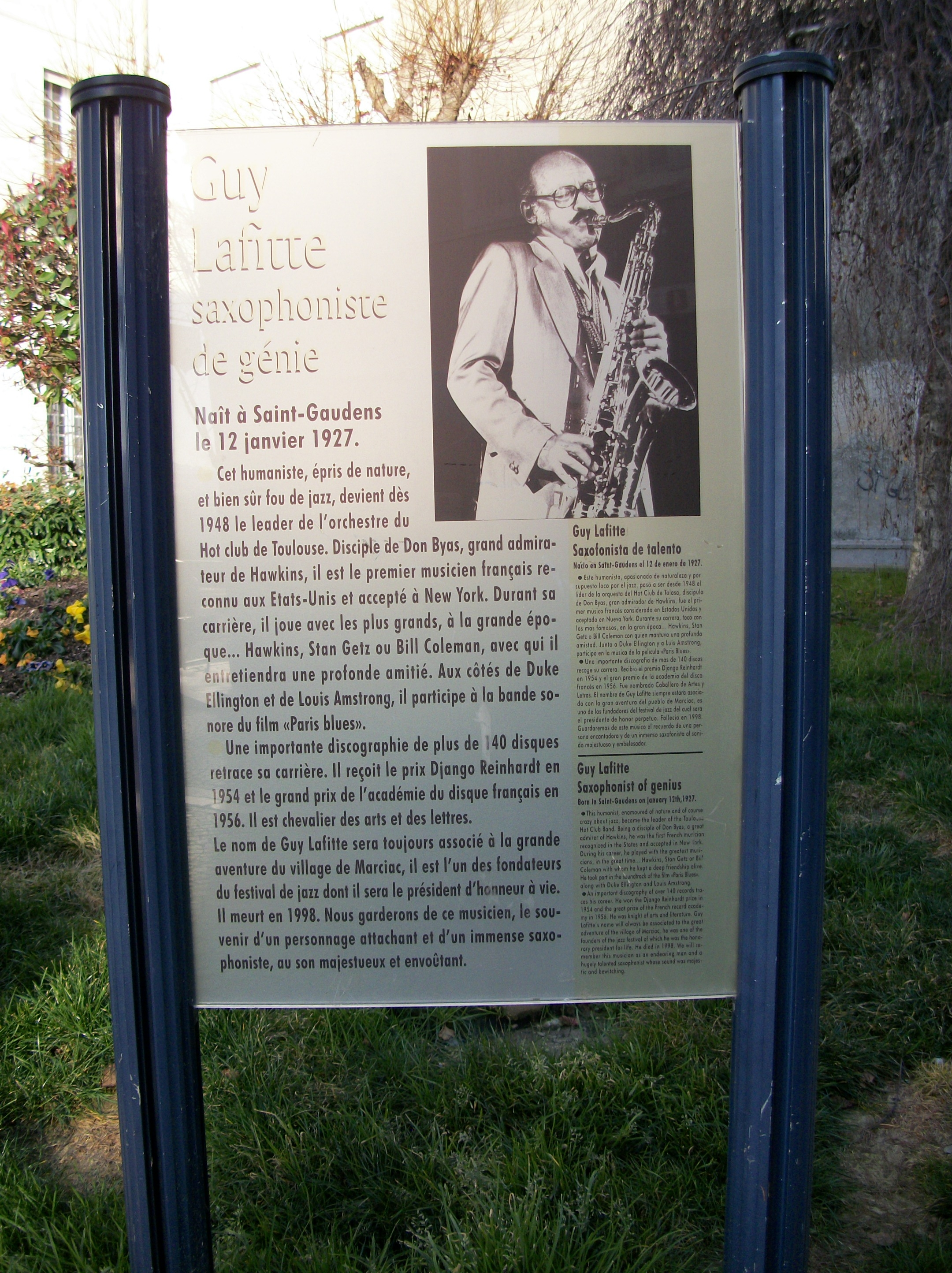
Cartel memorial en Saint-Gaudens.

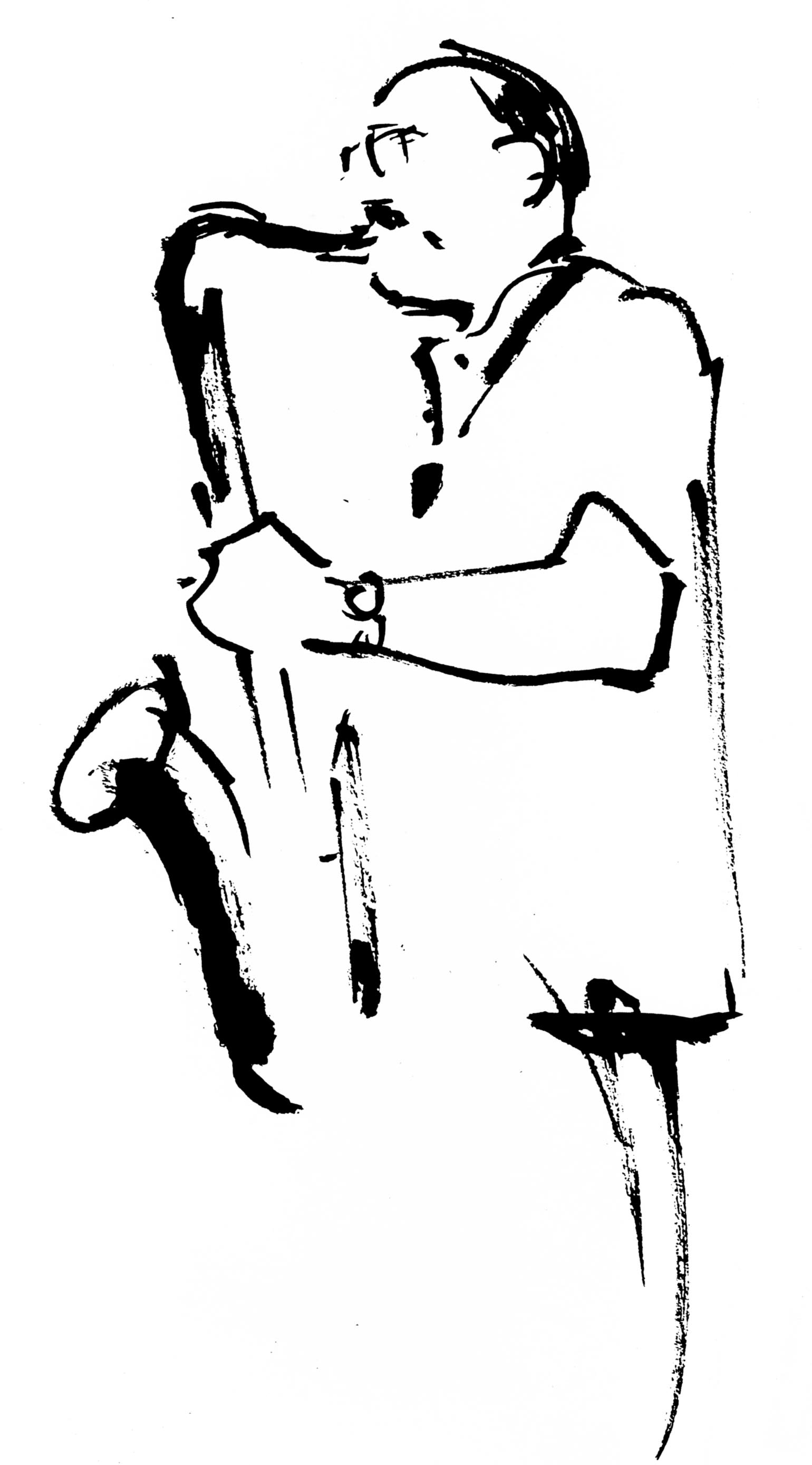
Boceto hecho durante el Festival de Jazz de Marciac. 1991.

Guy Lafitte (Saint-Gaudens, de Francia, 12 de enero de 1927 – 10 de junio de 1998) fue un músico francés, saxofonista tenor francés de jazz conocido especialmente por su trabajo en 1951 y 1952 con el clarinetista y saxofonista Mezz Mezzrow (1899 - 1972) y por su gira con Big Bill Broonzy en 1951. 
En 1954, Lafitte se trasladó a París y trabajó con Lionel Hampton y Emmett Berry. Lafitte ha colaborado también con otros artistas como el pianista y organista Wild Bill Davis y el trompetista Bill Coleman.

## Discografía
- 1954: Blue and sentimental (Gitanes)